# Тихонов, Иван Николаевич
Иван Николаевич Тихонов (20 сентября 1945, дер. Красные ложки, Костромская область, РСФСР — 14 мая 2016, Южно-Сахалинск, Российская Федерация) — советский и российский геофизик, доктор физико-математических наук, главный научный сотрудник Института морской геологии и геофизики ДВО РАН.

## Биография
Окончил физический факультет Ленинградского государственного университета.
С марта 1969 года работал в Институте морской геологии и геофизики ДВО РАН. В 1978 году защитил диссертацию на соискание ученой степени кандидата физико-математических наук «Алгоритмы для анализа записи сильного землетрясения с целью предупреждения о цунами». С 1981 по 1991 годы заведовал лабораторией методики сейсмологических наблюдений, с 2005 по 2015 годы — лабораторией сейсмологии. В 2009 году защитил диссертацию на соискание ученой степени доктора физико-математических наук по теме «Методология прогноза сильных землетрясений по потоку сейсмичности на примере северо-западной части Тихоокеанского пояса».
В 1969—1978 годах занимался разработкой математического обеспечения автоматизированной сейсмической станции. Важным прикладным итогом этих исследований стал программный комплекс, запущенный в эксплуатацию на сейсмических станциях Дальнего Востока. Алгоритмы автоматизированной системы и в настоящее время используются в службе предупреждения о цунами.

## Научная деятельность
Исследовал динамику сейсмического процесса в Дальневосточном регионе и занимался разработкой методик и алгоритмов прогноза сильных землетрясений. В этом направлении выполнен цикл работ по поиску закономерностей сейсмического режима сейсмоактивных районов, которые были положены в основу оригинальной методологии средне- и краткосрочных прогнозов сильных сейсмических событий. Об эффективности разработанной методологии свидетельствует успешный прогноз четырёх разрушительных землетрясений: шикотанского 1994 года, токачи-оки 2003 года, такойского 2001 года и невельского 2007 года. Прогноз невельского землетрясения вошел в отчет о деятельности Российской академии наук как основной результат в области геофизики.
В течение ряда лет осуществлял научное руководство выполнением исследований по программе «Повышение сейсмоустойчивости жилых домов, основных объектов и систем жизнеобеспечения в Сахалинской области на 2009—2013 годы и на период до 2017 года», являлся заместителем председателя сахалинского филиала Российского экспертного совета по прогнозу землетрясений, оценке сейсмической опасности и риска, принимал активное участие в работе научно-экспертного совета при правительстве Сахалинской области".
Вклад ученого в создание системы обеспечения безопасности населения Сахалинской области от землетрясений и цунами получил высокую оценку не только в научном сообществе России, но и среди международных экспертов. Им лично и в соавторстве опубликованы 4 монографии и 194 научных статьи.